# Cable Cars de San Francisco
Les Cable Cars de San Francisco sont les tramways à traction par câble de la ville américaine de San Francisco. Ils sont devenus l'une des icônes de San Francisco. Ils entrent dans la catégorie des remontées mécaniques, puisque le système est l'ancêtre des transports de passagers par câble à attaches débrayables.
Le système de Cable Car fait aujourd'hui partie du réseau intermodal de transport urbain de San Francisco.
Trois lignes existent toujours : deux lignes du centre-ville près de Union Square vers Fisherman's Wharf, et une troisième voie le long de California Street.
Fréquentés majoritairement par les touristes, les Cable Cars sont souvent délaissés par les Franciscanais qui préfèrent utiliser d’autres modes de transport plus rapides.[réf. nécessaire]

## L'histoire des Cable Cars à San Francisco

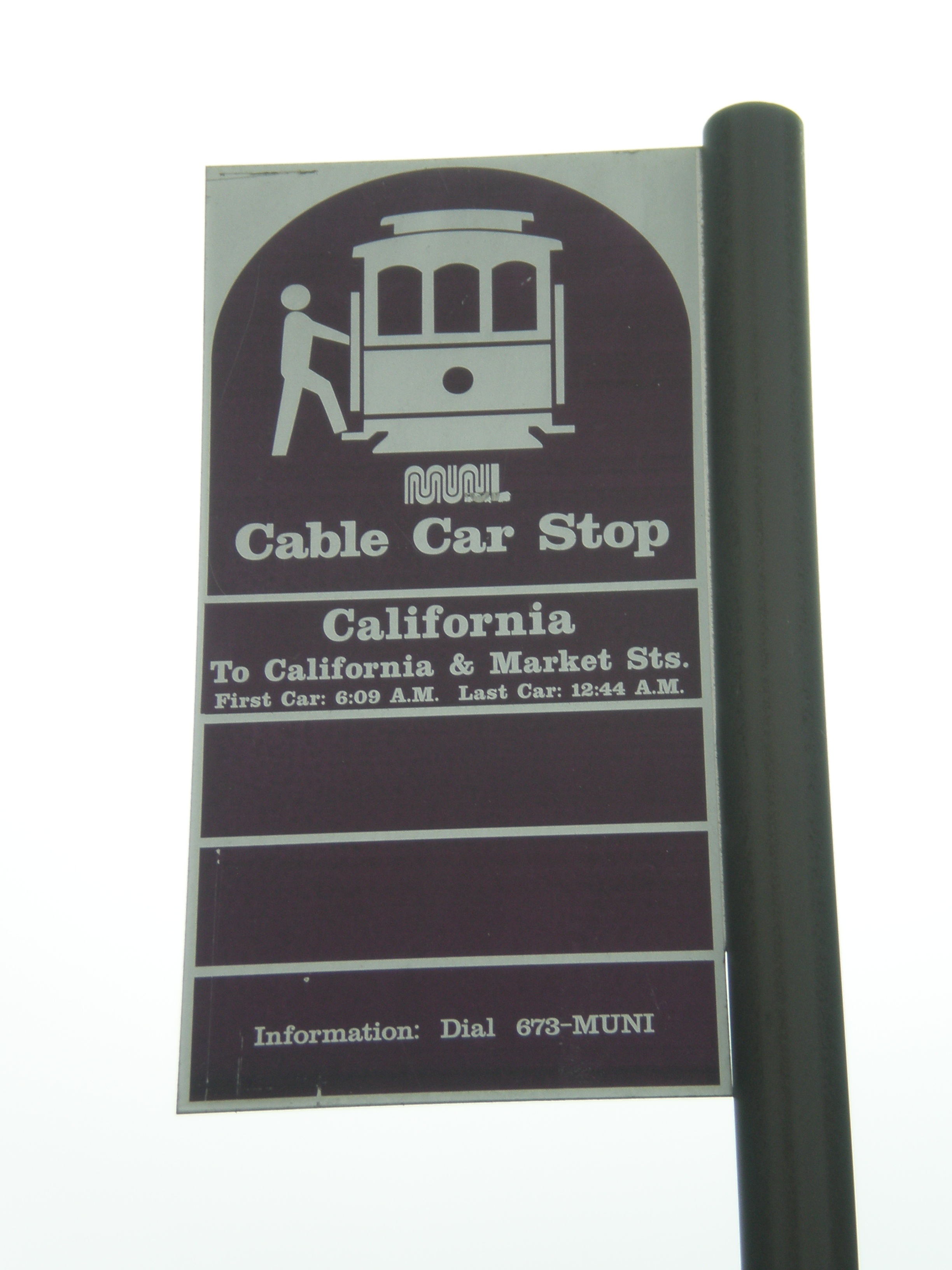
Un arrêt du Cable Car sur California Street.

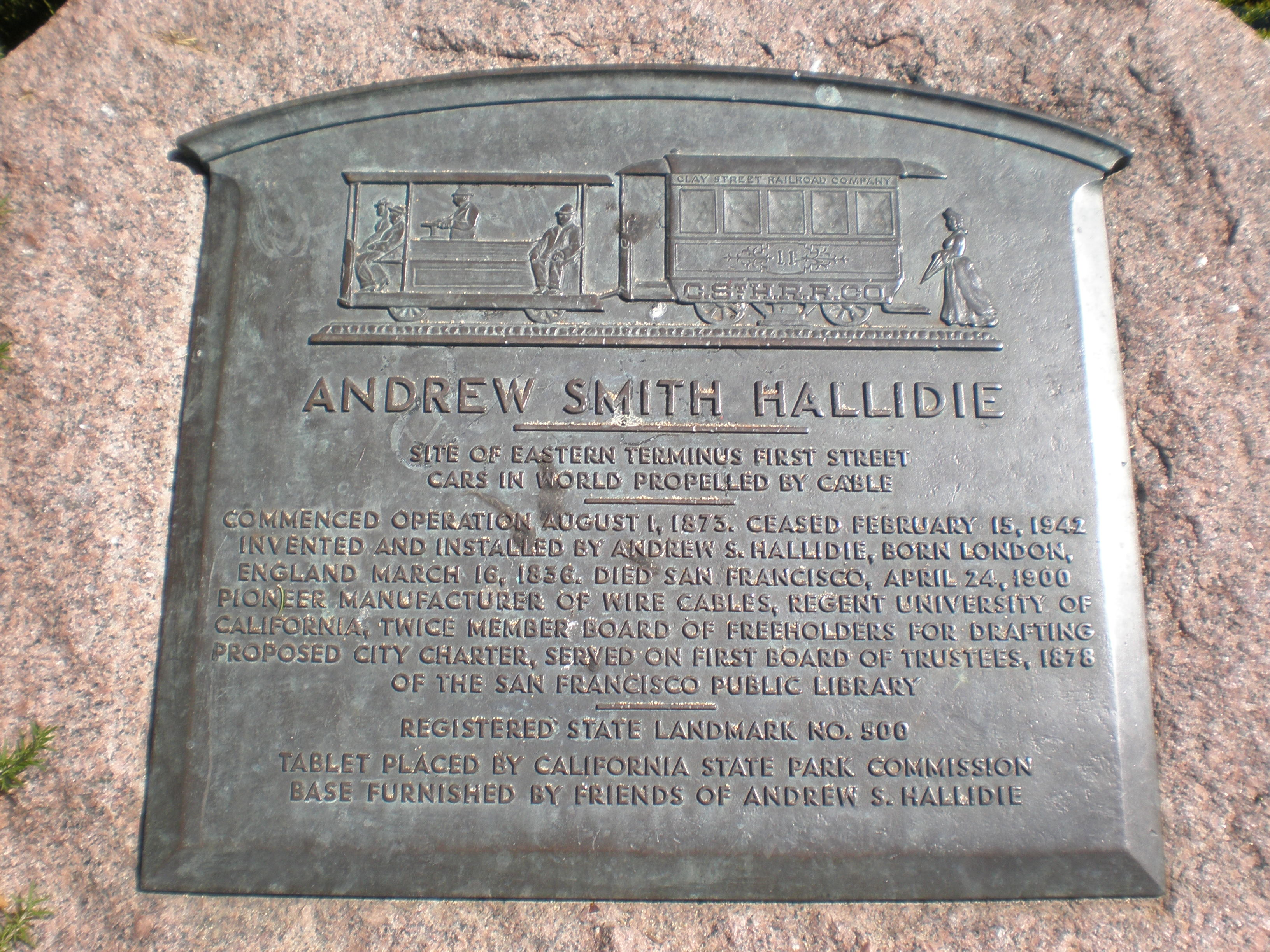
Plaque commémorative, Andrew Smith Halladie à Portsmouth Square.

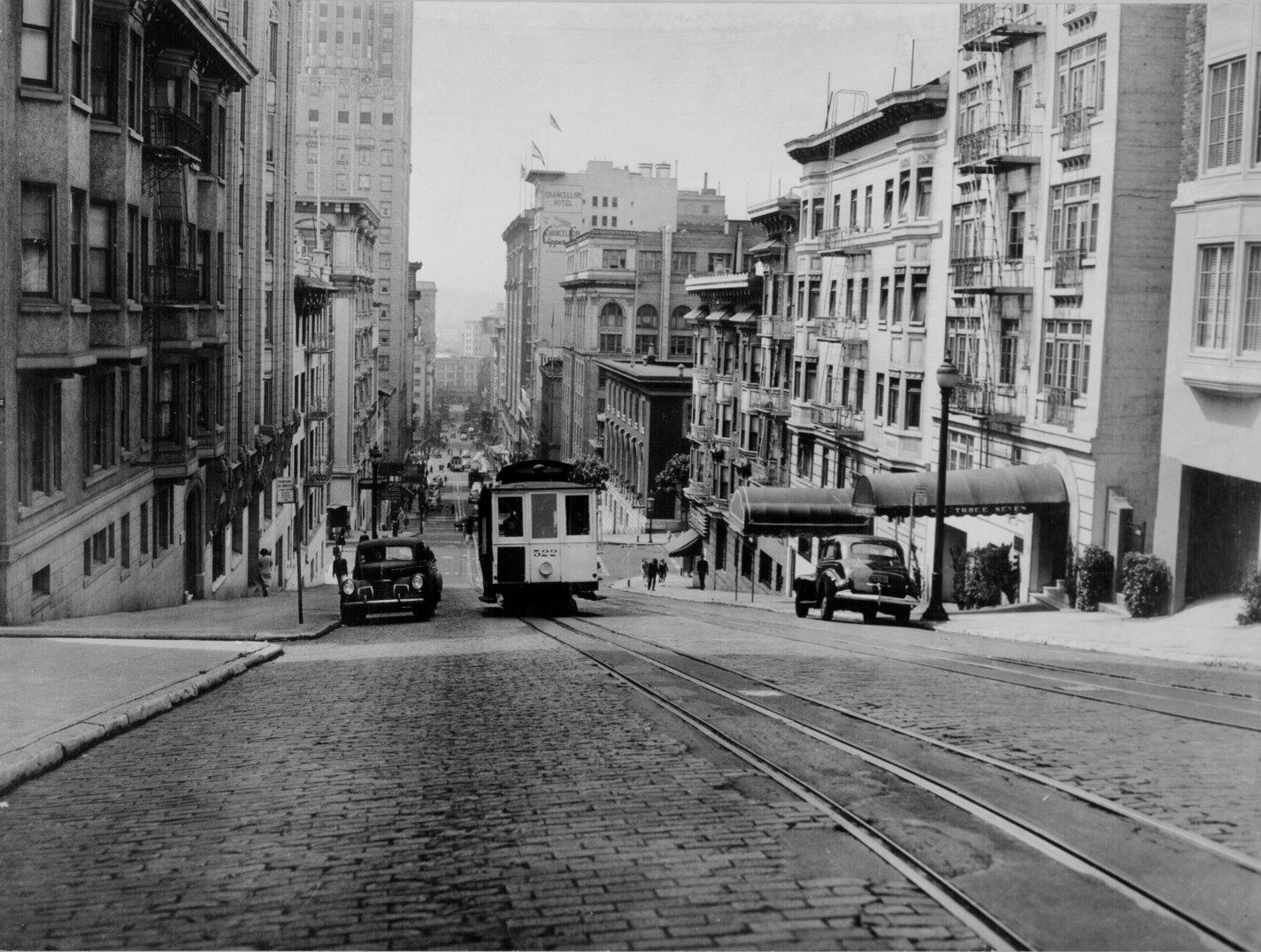
Un Cable Car qui remonte de Union Square en 1945.

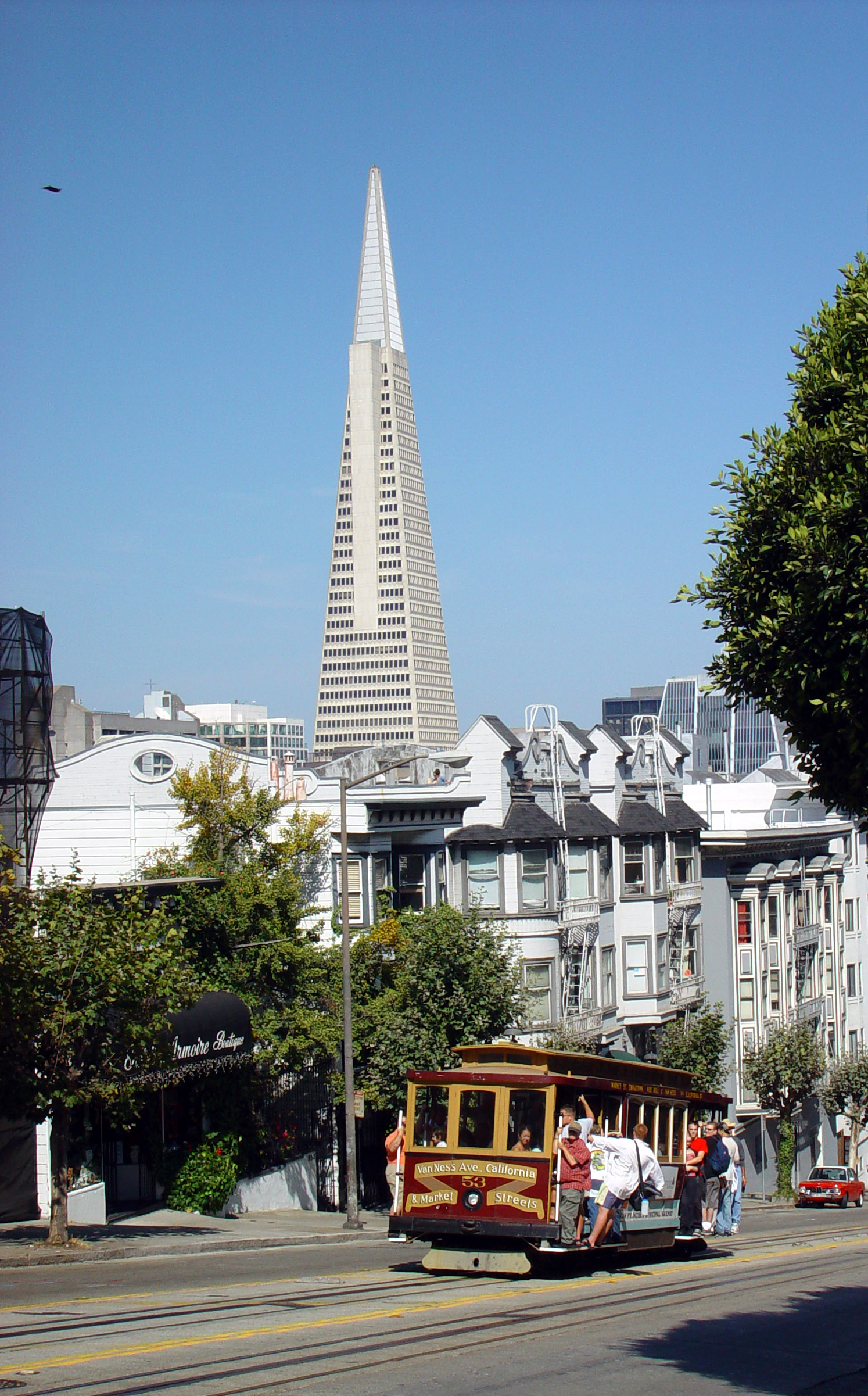
Vue typique de Nob Hill sur le quartier financier.

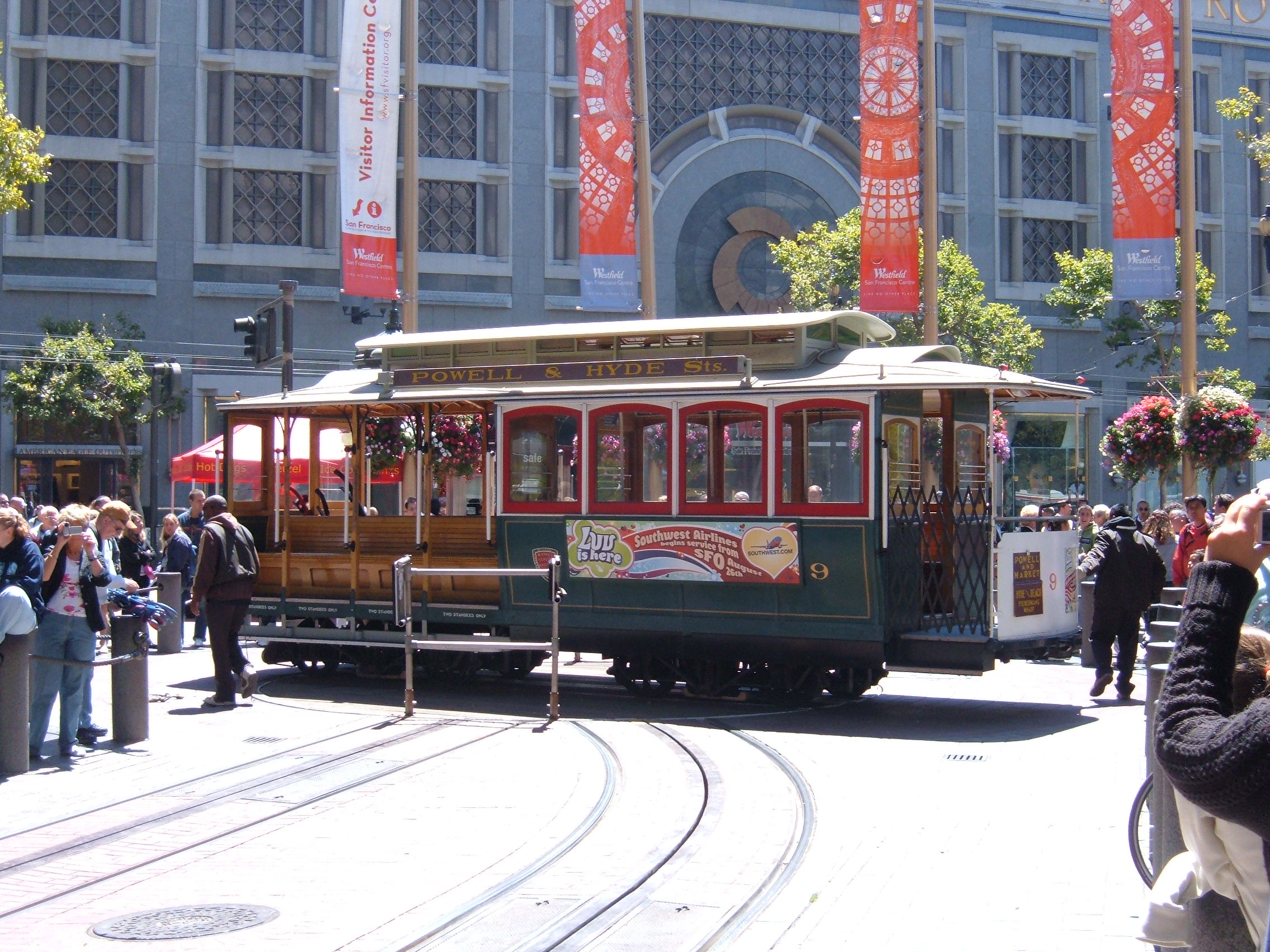
Terminus de Powell.

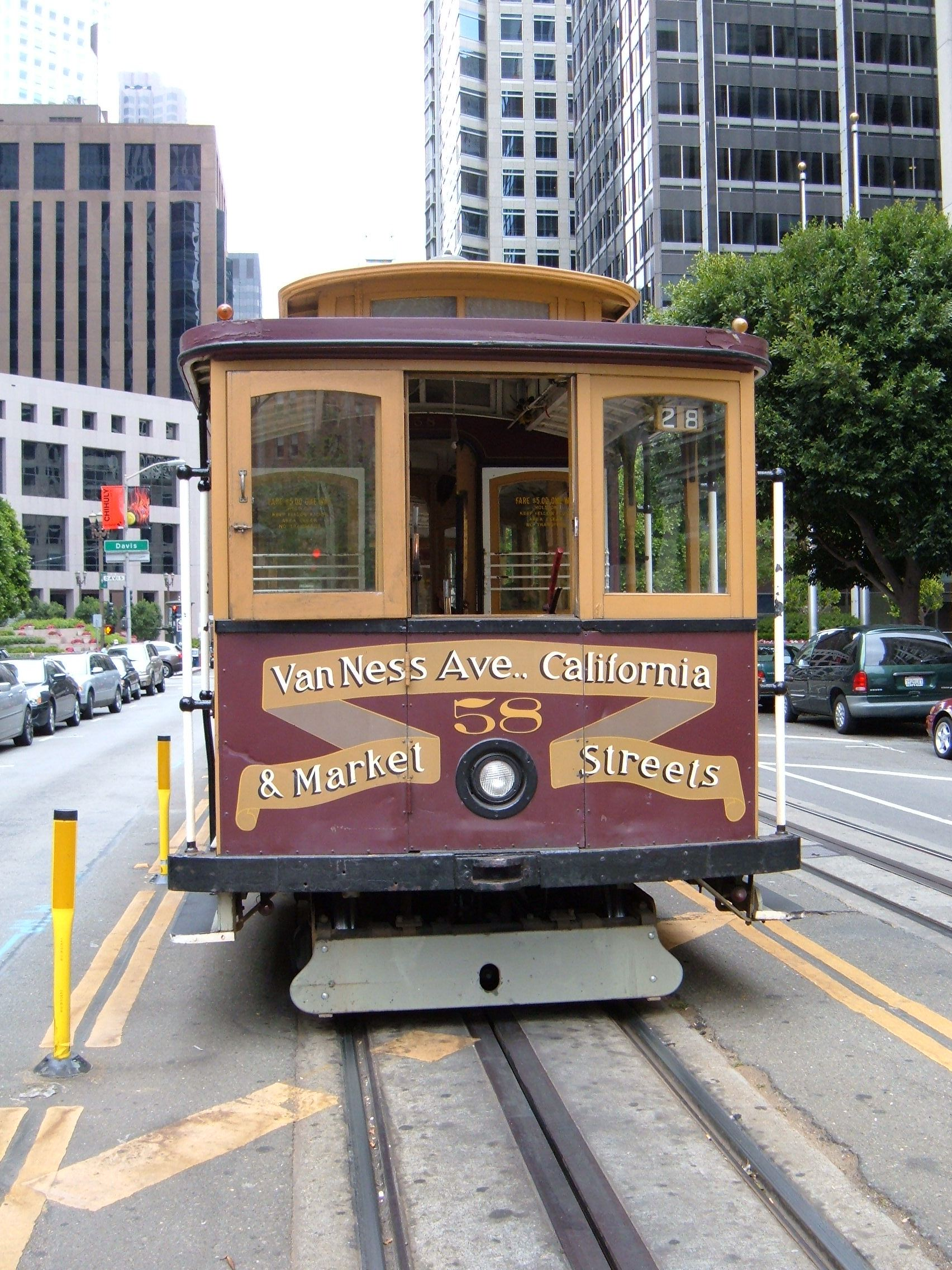
Terminus sur California Street.

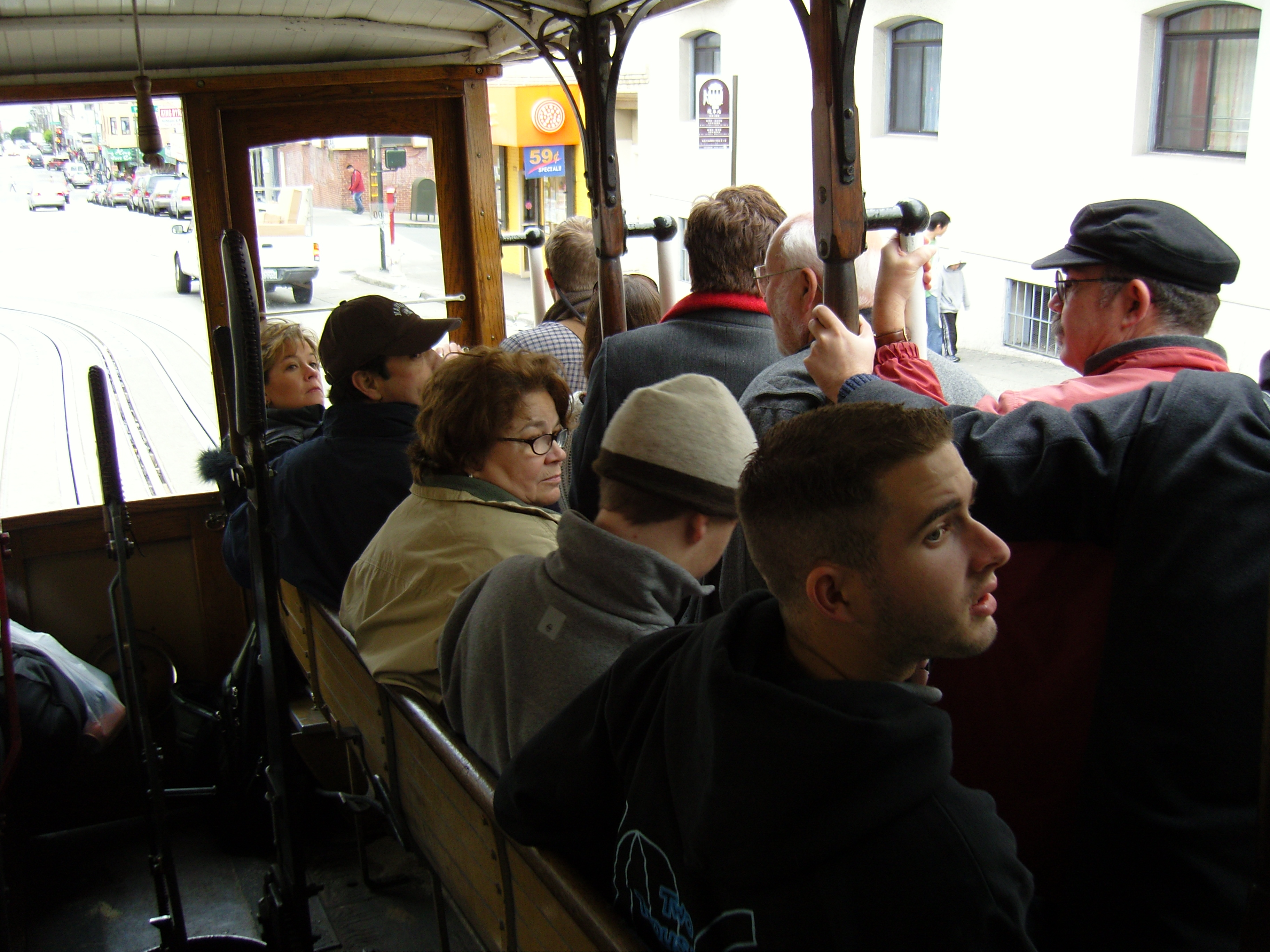
Intérieur d'un cable car.

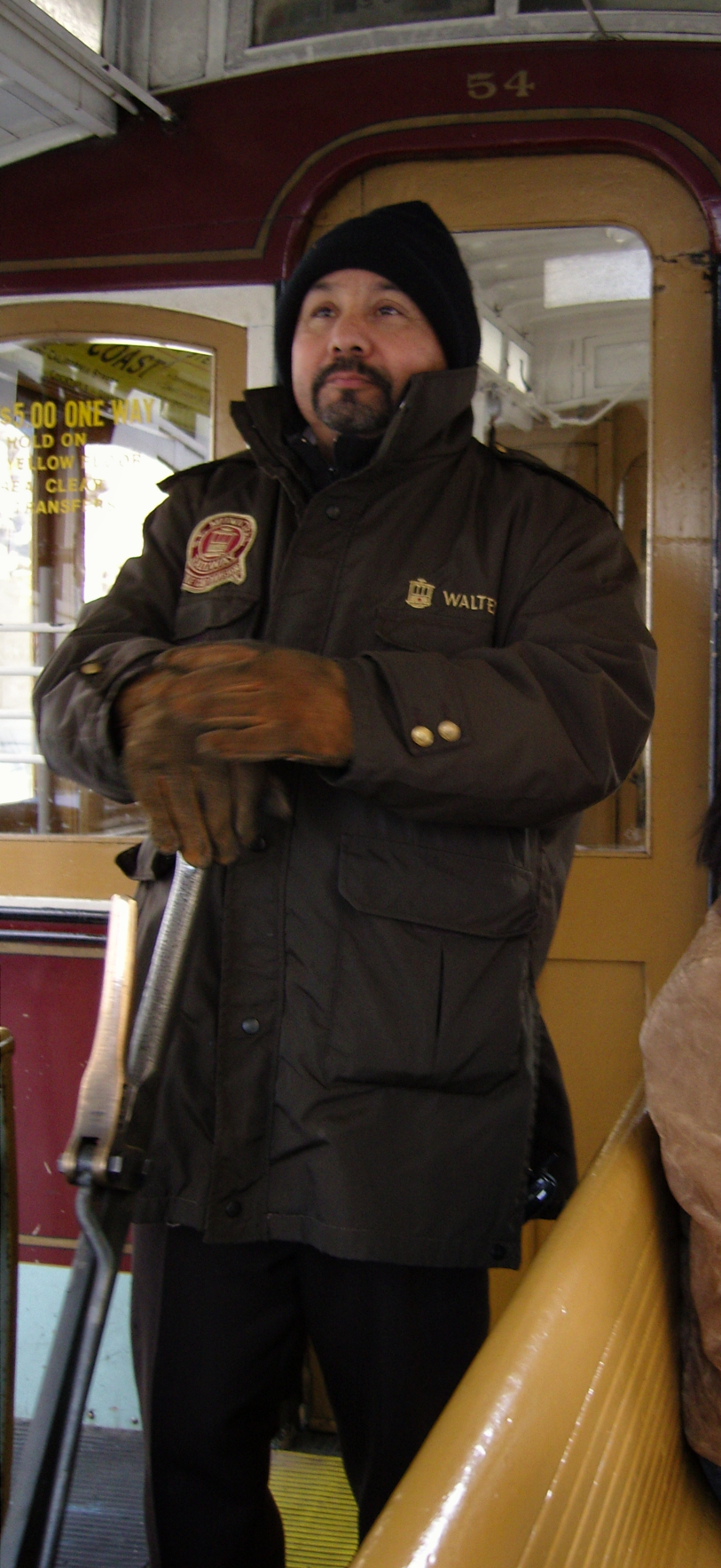
Photo d'un gripman

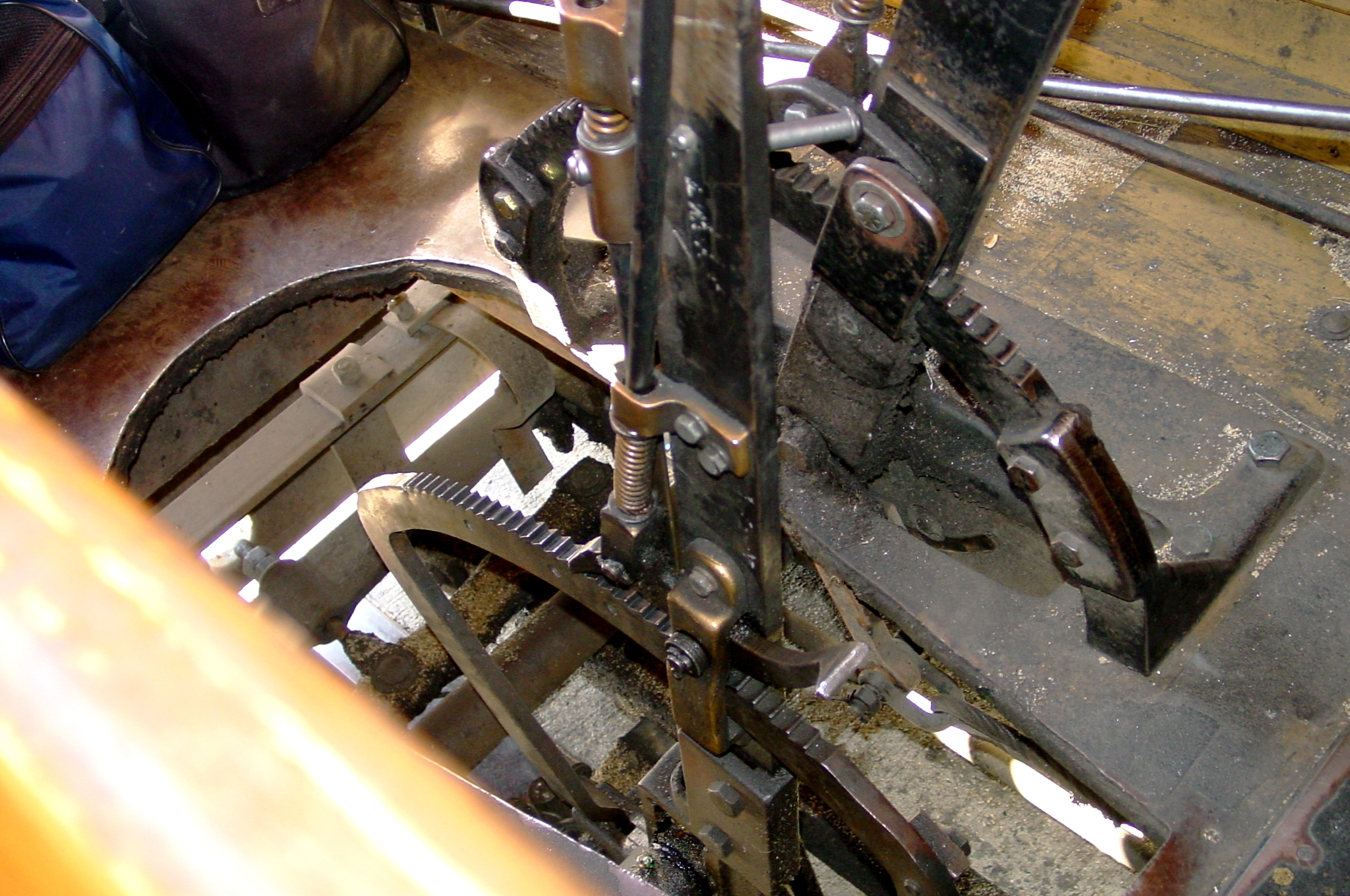
Levier de manœuvre.

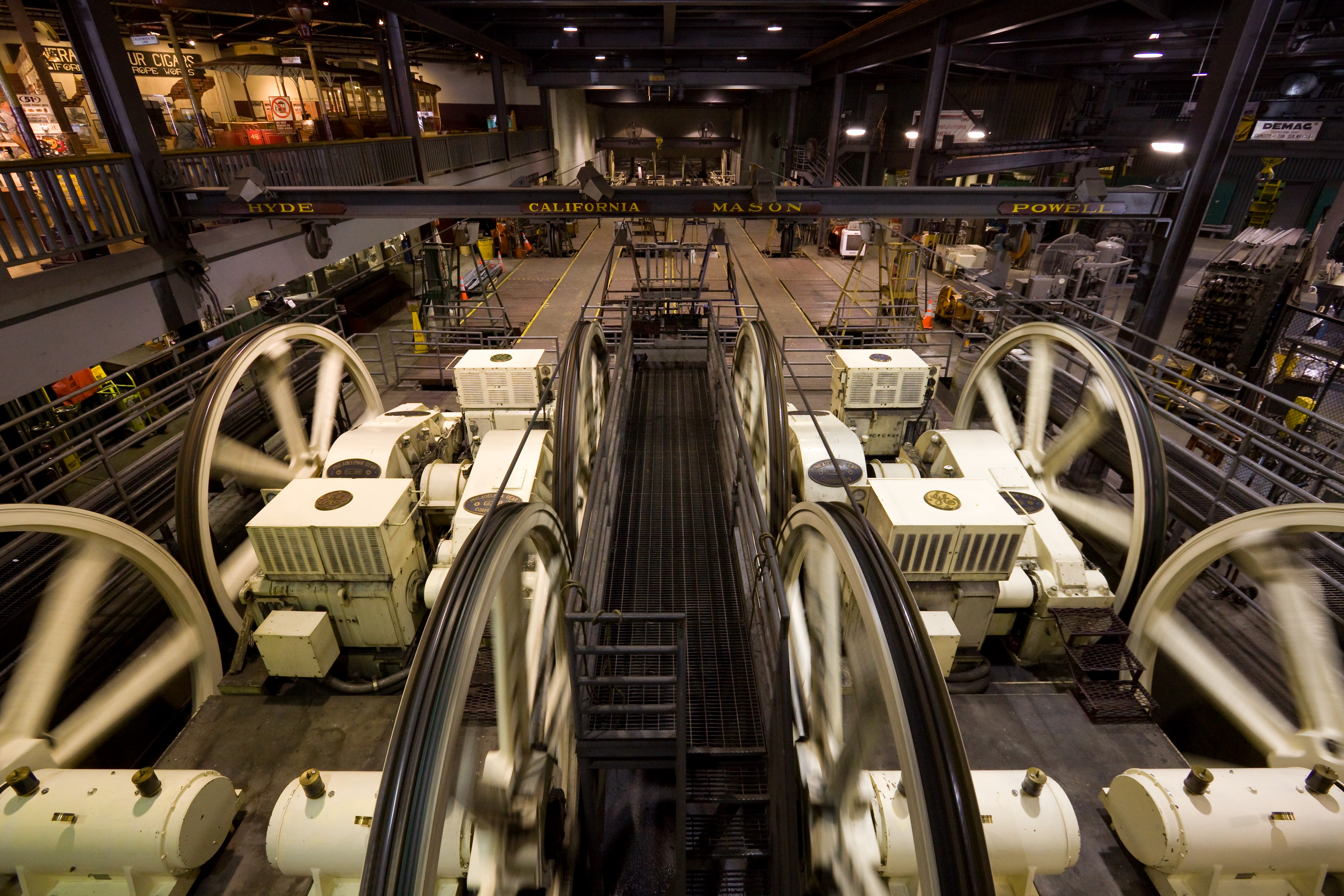
Vision intérieure du musée.

Les fameux Cables Cars de San Francisco ont fêté leur centenaire en 1973 mais considérés aujourd'hui comme une icône de la ville, ils ont failli à plusieurs reprises disparaître du paysage urbain.

### Les débuts et l'âge d'or desCables Cars
Le tout premier tronçon de Cable Car a été exploité à la Clay Street sur Hill Railroad le 2 août 1873. Le promoteur de la ligne était Andrew Smith Hallidie et il était accompagné de son mécanicien, William Eppelsheimer.
Le service commercial de la ligne démarra le 1er septembre 1873 et le succès fut tel que la ligne est devenue le modèle pour les autres systèmes de transport à San Francisco et ailleurs. Vu le succès financier, les brevets de Halladie furent vendus à d'autres promoteurs de transport urbains, faisant de lui un homme riche.[réf. nécessaire]
Une seconde ligne de la Sutter Street railway ouvrit ses portes peu de temps après, en 1877 avant qu'un an plus tard la Leland Stanford n'ouvre, elle aussi, une ligne de câble car sur California Lane (la ligne qui existe toujours aujourd'hui.).
En 1880, le Geary Street, Ocean Park ont commencé à faire fonctionner leur ligne à leur tour. Le Presidio & Ferries suivit deux ans plus tard, et a été le premier câblo-opérateur à inclure les courbes de son parcours. Les courbes sont des zones de "laisser aller" où le véhicule se laissait glisser en suivant la topographie de la ville et n'accrochant le câble que dans les remontées.
En 1883, le Market Street Railway Cable a ouvert sa première ligne. Cette société était une filiale de la Southern Pacific Railroad. Elle avait pour but de croître et de devenir la société de transport la plus importante de San Francisco. À son apogée, elle exploitait 5 lignes qui convergeaient toutes vers le Ferry Building et offrait une cadence exceptionnelle d’un cable car toutes les 15 secondes en heure de pointe.
En 1888, la Cliff House & Ferries company a ouvert ses deux premières lignes du système. La ligne Mason-Powell qui est encore exploitée sur le même tracé aujourd'hui et la ligne Washington-Jackson, dont le tronçon est principalement repris aujourd’hui par la ligne Powell-Hyde.
La Cliff House & Ferries ferroviaire est également à l’origine de la centrale des moteurs de câbles qui se trouvent toujours aujourd’hui aux coins de Washington et Mason. Le site est toujours utilisé aujourd’hui et on peut le visiter gratuitement. Ils rachetèrent également la compagnie Clay Hill Railway de Andrew Smith Hallidie et intégrèrent le tracé de la toute première ligne dans une nouvelle jonction Sacramento-Clay en ligne en 1892.
En 1889, l'Omnibus & Cable Railroad Company est devenu le dernier nouvel opérateur de Cable Car à San Francisco. L'année suivante, le California Street Cable Railroad a ouvert deux nouvelles lignes, les lignes Jones et Hyde (la section de Hyde qui reste encore en fonctionnement dans le cadre de l'actuelle ligne de Powell-Hyde).

### Le déclin desCables Cars
L'âge d'or du Cable Car prit fin en 1892 lorsque la première ligne de tramway classique ouvrit ses portes à San Francisco. Il fut rapidement établi que le coût de construction d'une ligne de tramway classique était six fois inférieur à celui de la construction d'un Cable Car et que le coût d'exploitation pouvait également être divisé par deux.
Au début de l'année 1906, bon nombre de Cable Car restants ont été rachetés et sont désormais sous le contrôle de la société de chemins de fer (URR). Seule la Cable Geary Street est restée indépendante.
Pour l’URR, il est urgent de convertir un grand nombre de ses lignes de câble car en lignes de tramway classiques. Bon nombre d’opposants s’insurgeaient contre ce projet qui estimaient comme peu esthétique de voir passer les caténaires sur les grandes artères de la ville.

### Le grand tremblement de terre
Mais, à 5 h 12 le 18 avril 1906, ces griefs ont été balayés d’un coup au moment où le grand tremblement de terre secoua San Francisco.
Le tremblement de terre et l’incendie en résultant détruisirent la majorité des entrepôts de stockage et d’entretien des Cable Cars. Le plus touché fut le dépôt de l’URR de Powell Street, où 117 voitures étaient entreposées.
La course à la reconstruction de la ville a permis à l'URR de remplacer la plupart de ses lignes par des tramways électriques comme souhaité depuis de nombreuses années.
En 1912, au moment de la création de la San Francisco Municipal Railway seulement huit lignes de Cable car subsistent car leurs tracés sur des pentes trop fortes sont impraticables pour le tramway électrique.
Dans les années 1920 et 1930, ces lignes continuent de disparaître à cause de la grande amélioration des bus de l'époque, qui peuvent maintenant monter les collines raides impraticables aux tramways.
En 1944, seules les deux lignes de Powell Street existent toujours. Elles sont désormais la propriété de la SF Municipal Railway tandis que trois autres lignes continuent de rouler via des sociétés indépendantes (mais subventionnées par la ville) sans être opérationnelles en permanence.

### La protection des Cable Cars
En 1947, le maire Roger Lapham a proposé la fermeture des deux lignes de la San Francisco Municipal Railway et à terme de supprimer ce mode de transport du paysage urbain de San Francisco.
En réponse, une réunion conjointe de 27 femmes de groupes civiques, dirigée par Klussmann Friedel, a formé le comité des citoyens pour la sauvegarde des Cable Cars à San Francisco.
Le comité de citoyens a forcé la tenue d'un référendum sur un amendement à la charte de la ville, obligeant cette dernière à poursuivre l'exploitation des lignes de Powell Street. Cette proposition est adoptée par 166 989 voix contre 51 457.
En 1951, les trois autres lignes de Cable Car ont été fermées car la compagnie, qui les exploitait encore, n’était plus en mesure de payer l'assurance. La ville acheta ces lignes pour les rouvrir en 1952, mais vu l’état opérationnel et malgré l'amendement à la charte de la ville, il fut décidé de procéder à un remplacement par des bus.
Encore une fois Klussmann Freidel est venu à la rescousse, mais avec moins de succès cette fois.
Le résultat est un compromis: un système de protection de certaines lignes, California Lane, le Powell-Mason et une nouvelle ligne formée par un greffon entre les tracés de Hyde Street - O'Farrell, de la ligne Jones & Hyde et de la ligne Powell-Jackson-Washington (maintenant connue sous le nom de Powell-Hyde).
Cette solution exige un certain effort afin de convertir les voies Hyde Street et son terminus à l'exploitation par la voirie existante de la ligne de Powell, mais aussi de permettre à l'ensemble du système d’être exploité à partir d'une seule remise d’entrepôt de stockage et d’entretien. L'essentiel de l'infrastructure restée néanmoins inchangée depuis l'époque du tremblement de terre.

### La reconstruction du réseau
En 1979, le système étant devenu dangereux dut être fermé pendant 7 mois pour les réparations d'urgence nécessaires.
Une nouvelle évaluation a conclu que les travaux dont le réseau a besoin pour fonctionner correctement se montent à 60 millions de dollars.
Le maire de la ville, Dianne Feinstein, fit tout pour obtenir une aide fédérale pour le financement du projet. Malgré ces travaux, le réseau ferma une nouvelle fois ses portes en 1982 pour une refonte complète. La ville en profite pour faire remplacer les câbles, l’entrepôt de stockage, mais surtout pour rénover 37 véhicules.
Le système est finalement rouvert le 21 juin 1984, juste à temps pour profiter de la publicité qui a accompagné l'hébergement de la Convention nationale démocratique à San Francisco.

### L’histoire récente
Le Municipal Railway a continué à améliorer le système. Les travaux ont inclus la rénovation historique d'une autre voiture, la construction de 9 nouvelles voitures, la rénovation de la plaque tournante au terminus de Hyde Street et de celui de Powell et Market.
Le système de Cable Car est aujourd’hui principalement utilisé par les touristes plutôt que les navetteurs.
Le système dessert une zone de la ville qui est déjà bien fournie par un grand nombre d'autobus et de trolleybus.
Les lignes Powell-Mason et Powell-Hyde ne servent qu’au transport résidentiel, touristique ou de shopping dans les quartiers de Union Square, Chinatown, North Beach, Nob Hill et de Fisherman's Wharf. La Ligne California Street est plus utilisée par les navetteurs, en raison de son terminus dans le Financial District.
Les Cable Car restants font partie intégrante de la vie des franciscanais et plus aucun projet de démantèlement n’a plus jamais été proposé.

## Le réseau
Le réseau actuel est constitué de trois lignes. Comme d'autres lignes du Muni, elles ont reçu des numéros de ligne, mais elles sont généralement désignées par leur nom.

Differentes vues du cable car
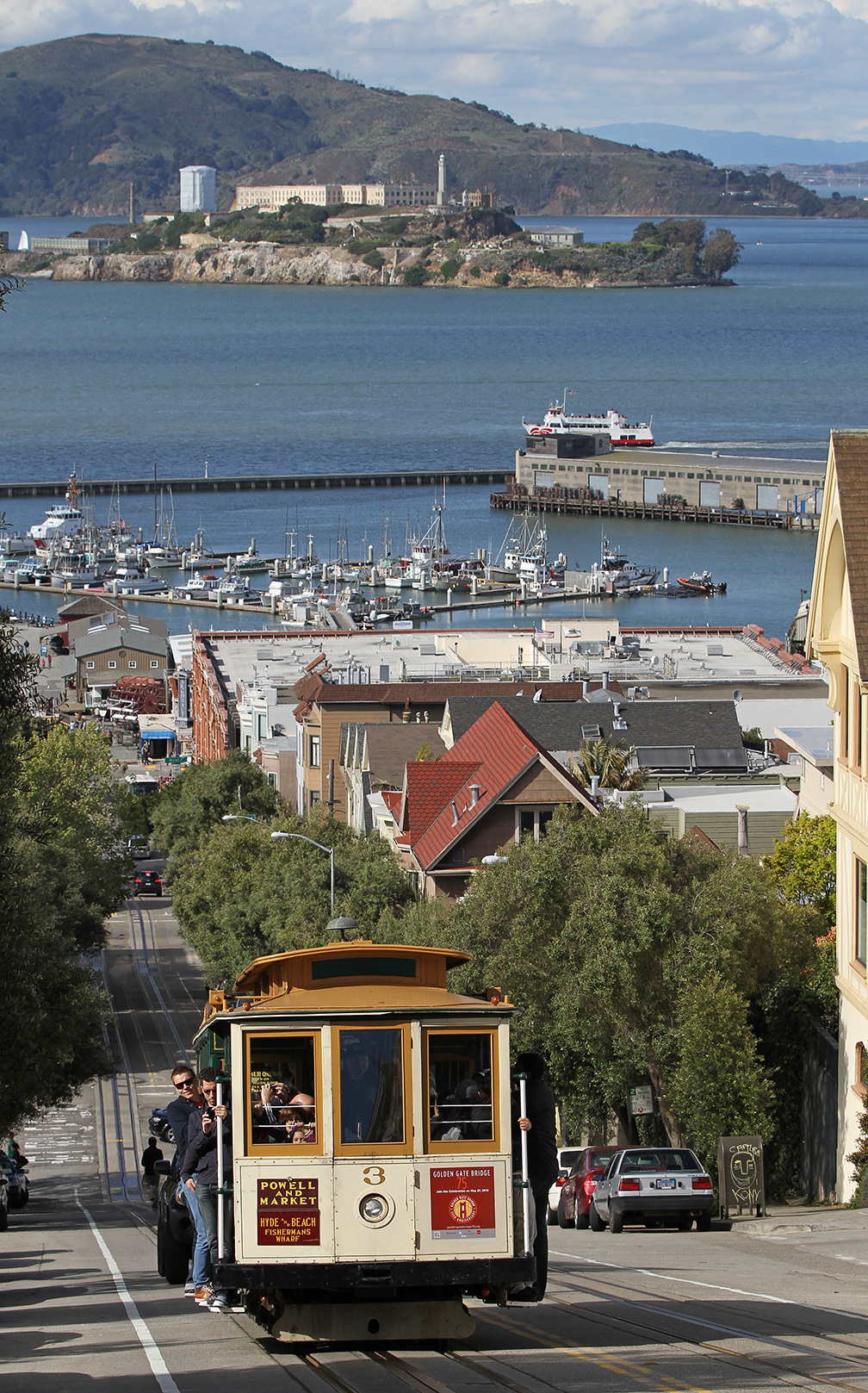
Cable car remontant Russian Hill
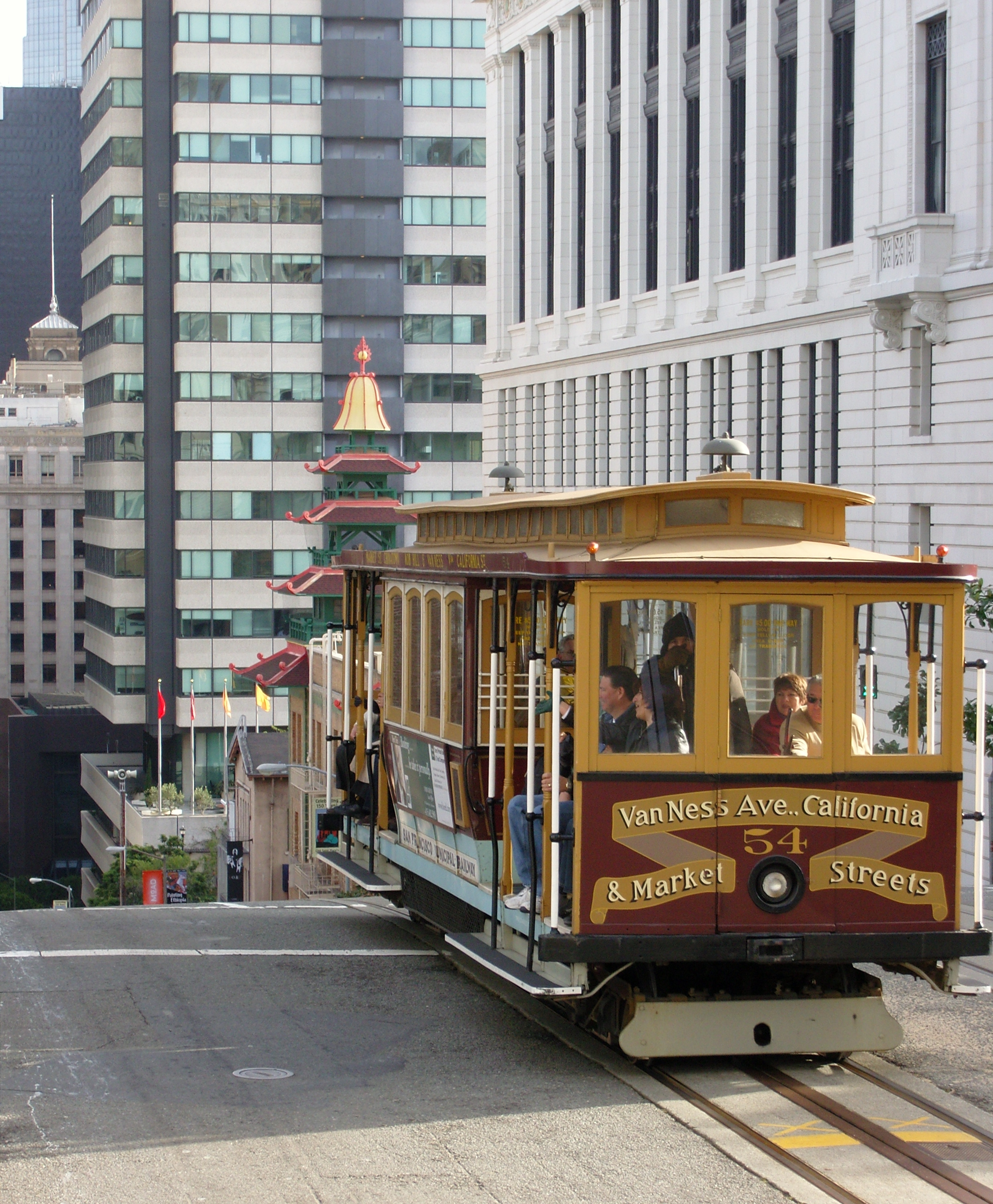
Un Cable car dans China Town
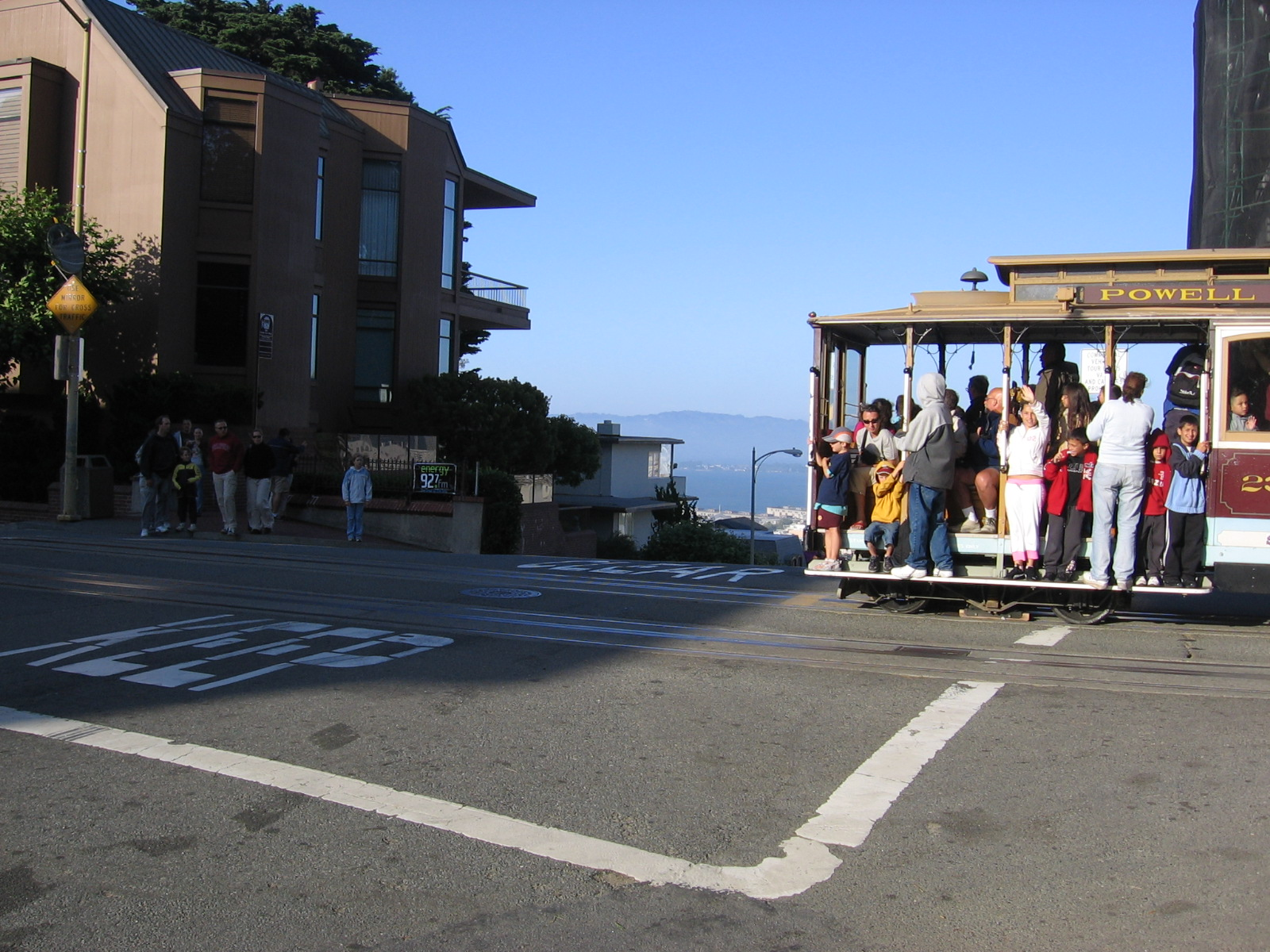
Un cable car sur Russian Hill
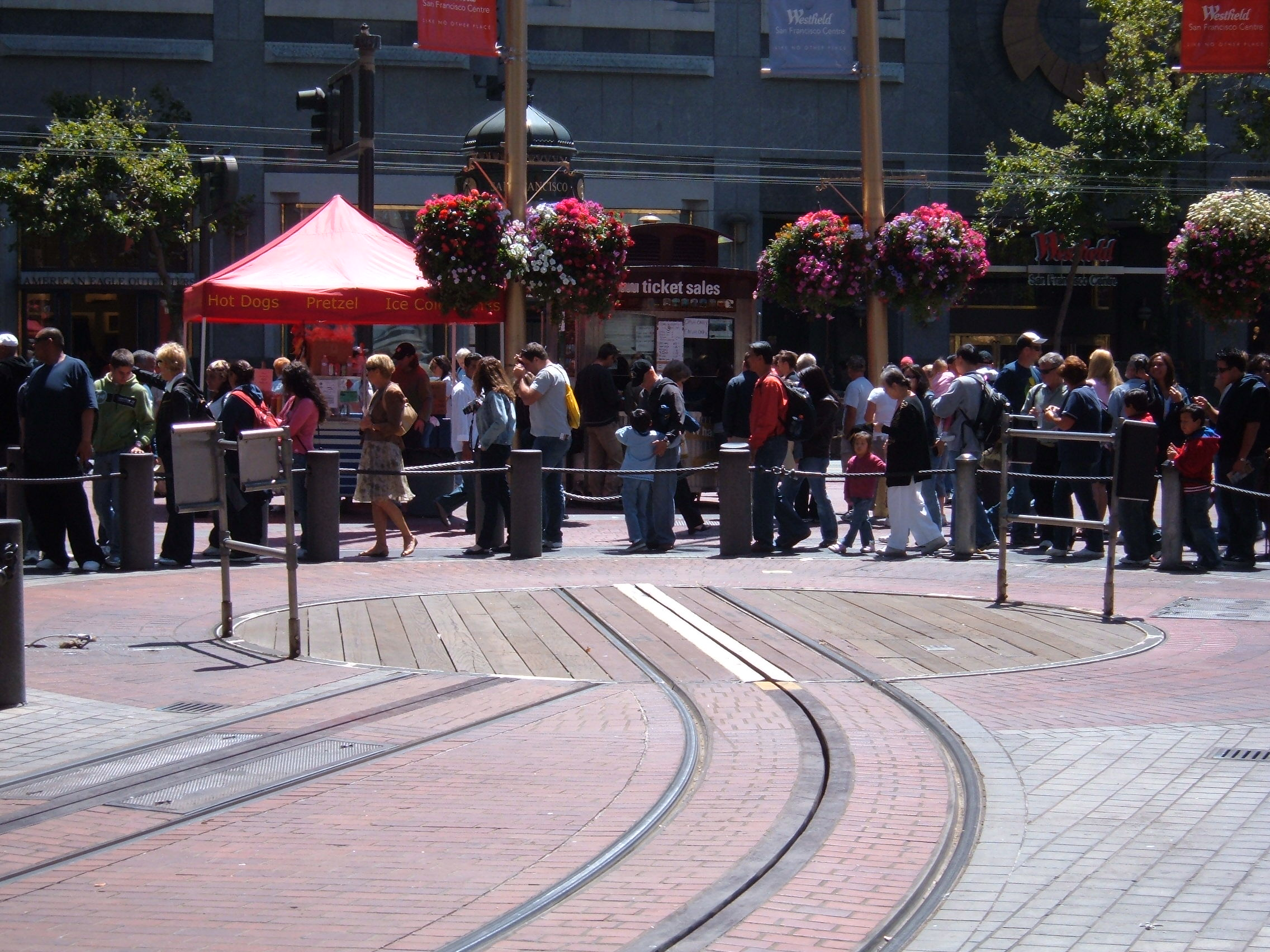
Le terminus sur Powel
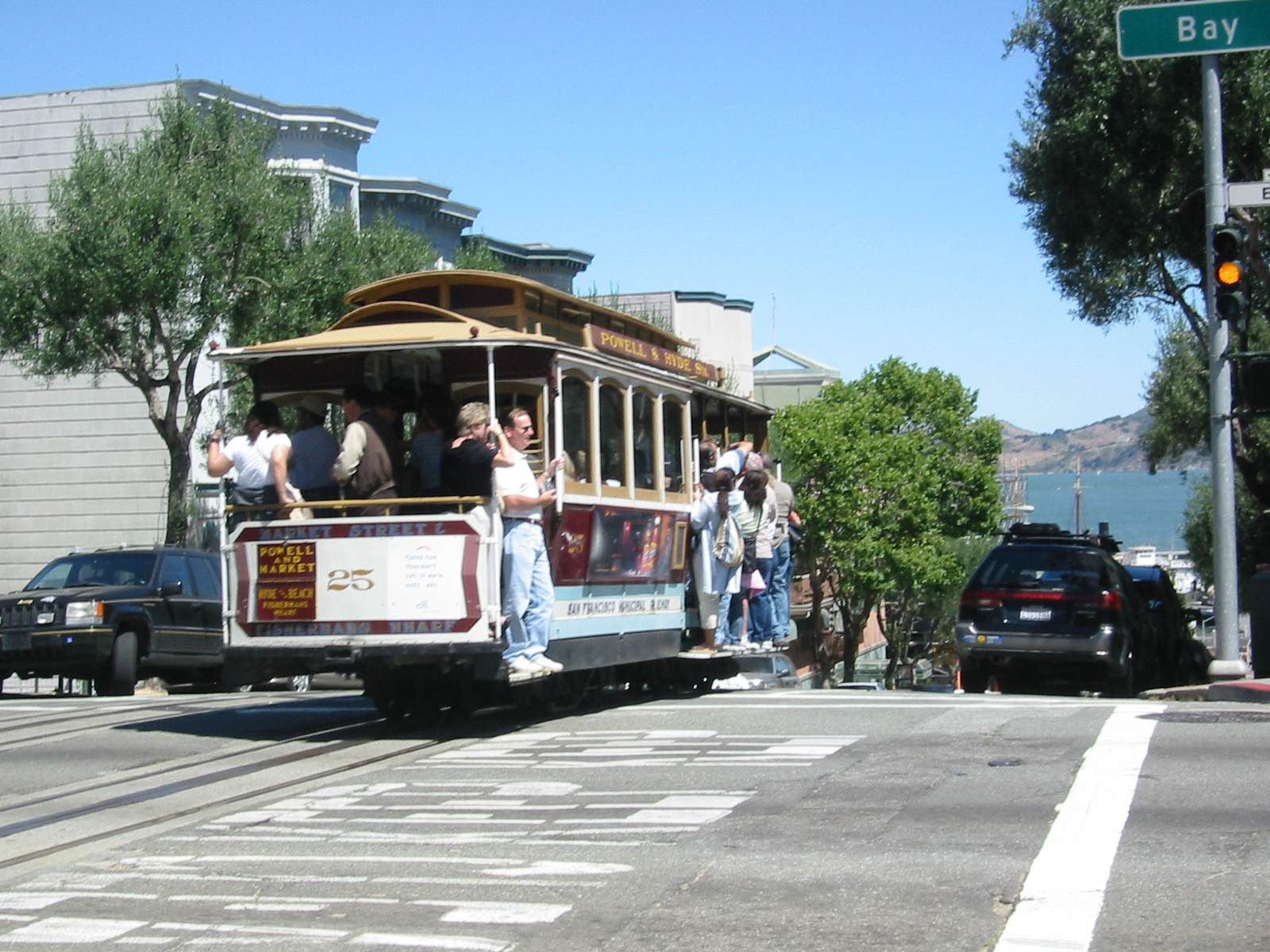
Un Cable Car de Powel vers le nord de la baie
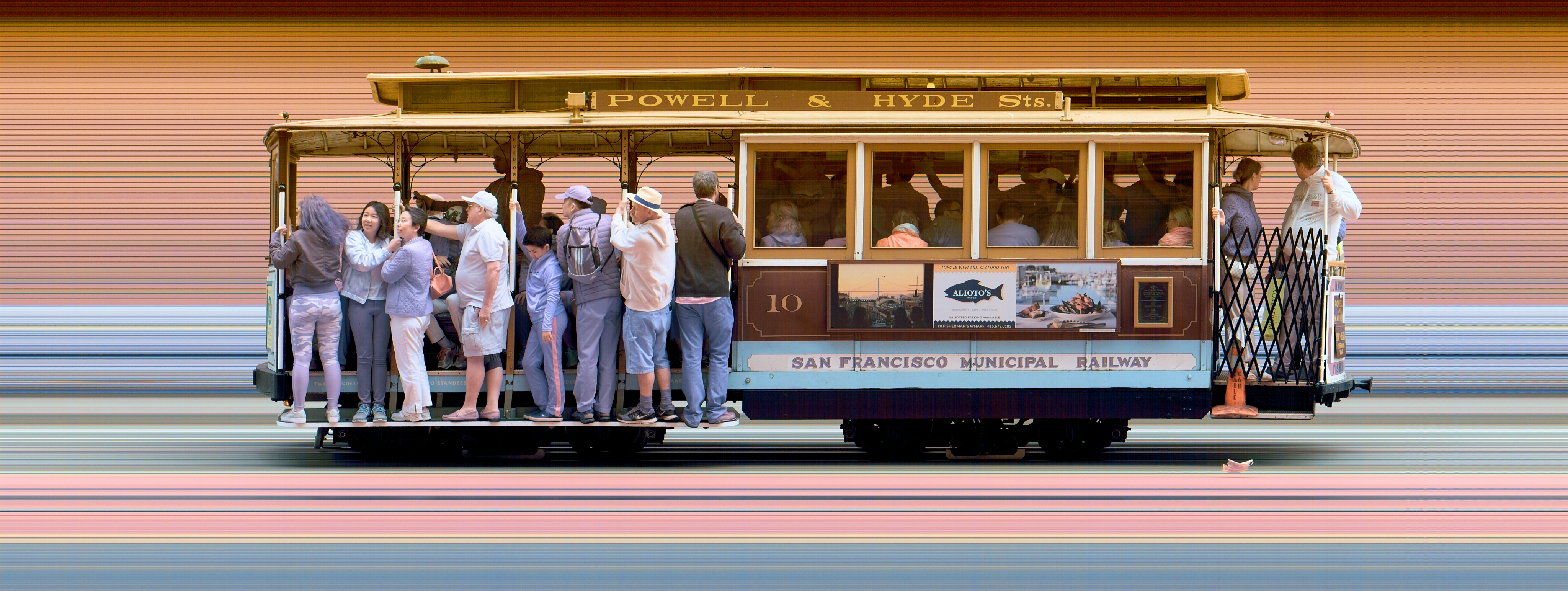
Photographie d'un cable car.

### Powell-Mason(ligne 59)
La route "Aller" part à l'angle de Taylor & Bay streets dans le quartier de Fisherman's Warf. Elle emprunte Taylor street, tourne à gauche sur Columbus avenue puis la quitte pour remonter Mason street avant de tourner à gauche sur Washington street puis à droite sur Powell street. Elle longe Union Square et finit sa course au bout de Powell à l'angle de Market Street.
La route "Retour" repart de Market street et fait le chemin inverse en empruntant Powell, Jackson, Mason, Columbus et Taylor jusqu'au terminus à l'angle Bay street.
Les terminus se font sur une plaque tournante également, cette ligne est également très utilisée par les touristes, mais aussi certains navetteurs.

### Powell-Hyde (Ligne 60)
La route « aller » part du croisement des rues Hyde et Beach (au niveau de l'Aquatic Park) puis continue sur les rues Hyde, Washington et Powell jusqu’à Market street.
La route « retour » fait le chemin inverse en empruntant les rues Powell, Jackson et Hyde jusqu'au terminus à l'angle avec Beach street (au niveau de l'Aquatic Park).
Les terminus se font sur une plaque tournante afin de retourner sur l’autre voie. Cette ligne est largement utilisée par les touristes de bout en bout de Fisherman’s Wharf jusque Market Street.

### California Street (ligne 61)
La ligne passe sur California Street de l’embarcadero vers Van Ness Avenue en traversant le quartier de Nob Hill en longeant Grace Cathedral et le Fairmont hotel. Autrefois, elle était bien plus longue puisqu’elle allait jusque Presidio Avenue mais son tracé a été raccourci dans les années 1950. Plusieurs projets ont été lancés afin de lui redonner son ancien terminus mais sans succès. Les deux terminus de la ligne se font sur une voie simple avec un aiguillage ce qui explique que les véhicules utilisés sur cette ligne ne peuvent l’être sur les deux autres lignes et inversement.

## Les véhicules
Il existe deux types de véhicules:

### Les véhicules avec poste de conduite unique
Il existe 28 véhicules de ce modèle qui roulent sur les lignes Powell-Hyde et Powell-Mason. Ces voitures ont une section de conduite avant, avec des sièges orientés vers l'extérieur derrière lesquels se trouvent le conducteur et son système de pinces et de freins. La moitié arrière de la voiture est fermée, avec des sièges face à l'intérieur et à l'entrée à chaque extrémité et la voiture a une petite plate-forme à l'arrière.
Ces voitures font 8,4 m de long pour 2,4 m de large et pèsent 7 t chacune. Elles ont une capacité de 60 passagers dont 29 assis.
Ces voitures doivent être tournées à la main à chaque extrémité de la ligne, une opération effectuée sur des plaques tournantes. La plupart de ces voitures ont été construites ou reconstruites dans les années 1990 à la menuiserie de Muni's Woods.

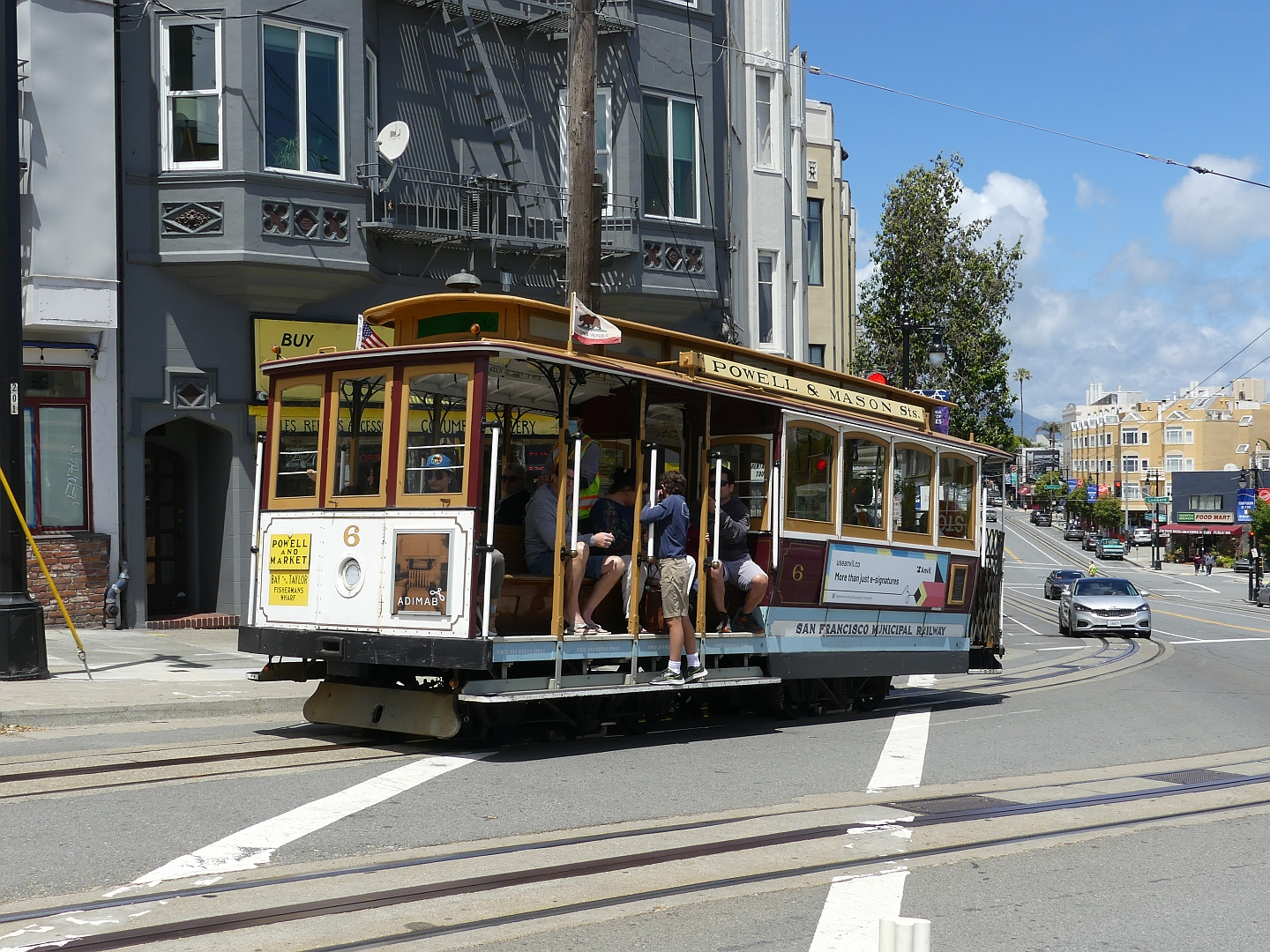
Un cable car de 8,4 m de long s'engage sur Mason Street.

### Les véhicules à double poste de conduite
Il existe 11 véhicules de ce type qui servent la ligne California Street. Ils sont légèrement différents, la cabine de pilotage se trouvant en plein milieu de la voiture. Ils mesurent 9,2 m de long pour 2,4 m de large et pèsent chacun 7,62 t. Ils peuvent contenir 68 passagers dont 34 assis.
Ils n’ont pas besoin d'être tournés pour changer de direction et cette ligne n'a pas de plaque tournante.
Certaines des voitures encore en fonction sont de véritables O'Farrell – Jones, ou des Hyde Street, alors que d’autres ont été construites en 1998 à la menuiserie de Muni's Woods.

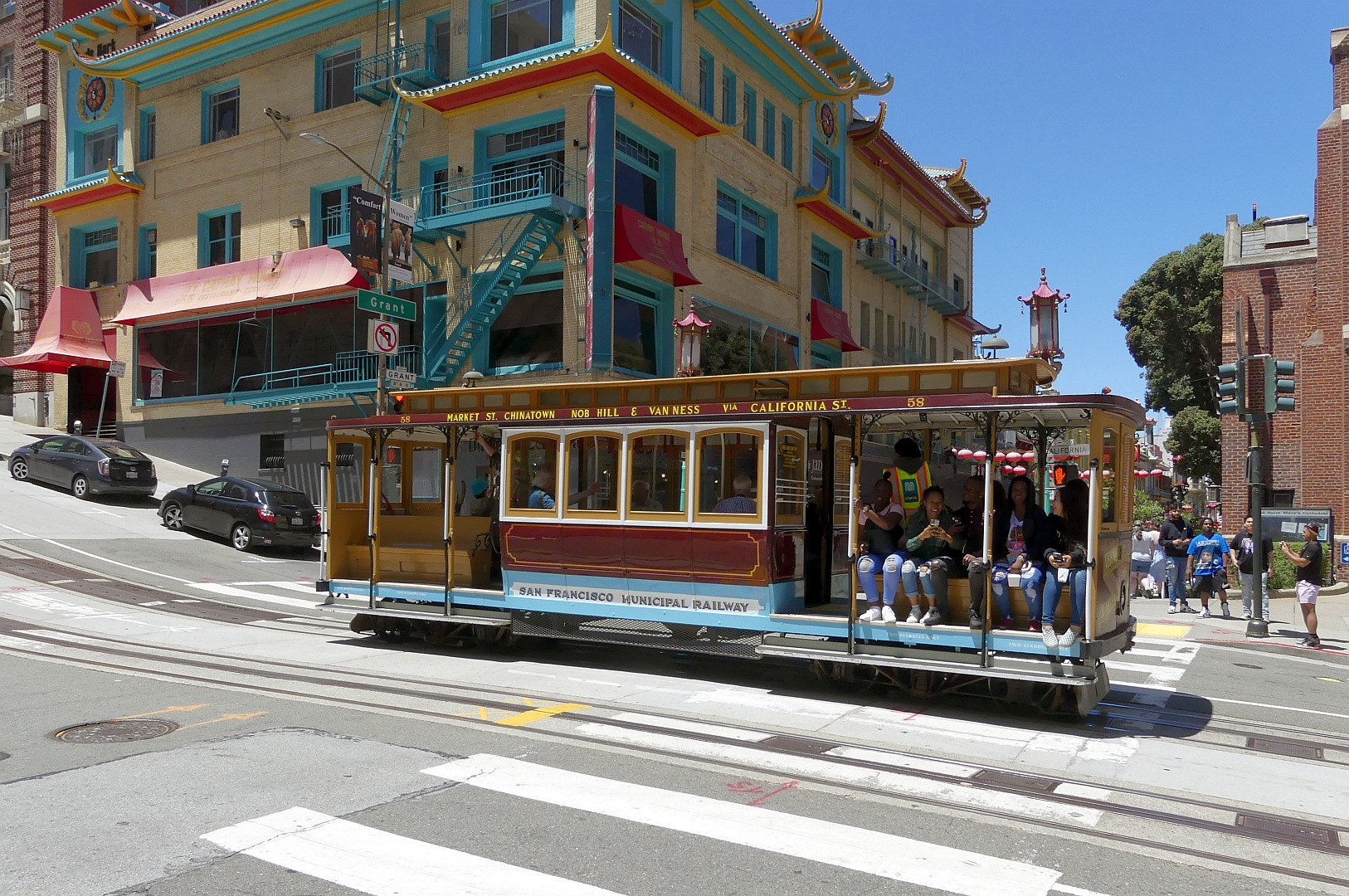
Un cable car de 9,2 m de long sur California Street.

## Entrepôt de stockage et musée
Le dépôt des Cable Car se situe entre Jackson et Washington à l'angle de Mason street. Afin de s’assurer que les voitures avec un seul poste de conduite puissent y être rangées dans le bon sens, un terminus rotatif y est également installé, les voitures sont déplacées dans le dépôt avec l'aide d'un tracteur.
Le dépôt est situé directement au-dessus de la centrale des moteurs des câbles et du Cable Car Museum.
L'entrée du musée est à Washington et Mason. Il contient plusieurs exemplaires de vieux tramways, ainsi que les petites expositions et une boutique. Peut-être plus intéressantes sont les deux galeries qui permettent aux visiteurs de voir l'alimentation principale, et aussi descendre au-dessous du croisement des rues Washington et Mason afin d’observer sous la rue les systèmes de traction des câbles.
Il y a quatre câbles: un pour la ligne California Street, un pour chacune des parties distinctes de la Powell-Hyde et de Powell-Mason lignes, et l'autre pour leur section commune. Chaque câble est de 3,175 cm de diamètre, tournant à une vitesse constante de 15,3 km/h, ils sont tractés par un moteur de 510 ch (380 kW). Chaque câble comporte six volets d'acier enroulés autour d'une corde de sisal de base (afin de faciliter la saisie du câble par les voitures). Les câbles sont recouverts d'un matériau ressemblant à du goudron qui sert de lubrifiant.

## Gripman et accompagnateur
Le Gripman est le conducteur du Cable Car, il doit veiller au bon fonctionnement de la poignée du levier de saisie du câble de traction et de la poignée de freins. Il est important d’être très vigilant et de laisser le recul nécessaire au véhicule pour freiner aux arrêts ainsi qu’aux lieux de passage.
Seules 30 % des personnes qui envisagent une carrière de Gripman réussissent l’examen. Il n’y a qu’une femme dans l’effectif des Gripman, Fannie Mae Barnes, engagée le 15 janvier 1998.
Outre les gripmans, chaque véhicule voyage également avec un conducteur de voiture, dont le travail est de collecter des titres de transport, gérer la sortie de l'embarquement des passagers, et contrôler les freins de la roue arrière lors du passage en descente.
Certains membres des gripmans ou des accompagnateurs sont des personnalités connues à San Francisco.

## Titres de transport
En 2025, un trajet sur le Cable Car coûte 9 $US. Les tickets peuvent être achetés sur l'application Muni et doivent être activés lors de la montée.
En 2015, un trajet sur le Cable Car coûte 7 $US.
Avant 7 h du matin ou après 21 h, un tarif réduit de 3 $ est appliqué à certains voyageurs. Le réseau de Cable Car est inclus dans les formules de CityPass du Muni pour 1, 3 ou 7 jours.